# Canton de Dax-2
Le canton de Dax-2 est une circonscription électorale française du département des Landes.

## Histoire
Un nouveau découpage territorial des Landes entre en vigueur à l'occasion des élections départementales de 2015. Il est défini par le décret du 18 février 2014, en application des lois du 17 mai 2013 (loi organique 2013-402 et loi 2013-403). Les conseillers départementaux sont, à compter de ces élections, élus au scrutin majoritaire binominal mixte. Les électeurs de chaque canton élisent au Conseil départemental, nouvelle appellation du Conseil général, deux membres de sexe différent, qui se présentent en binôme de candidats. Les conseillers départementaux sont élus pour 6 ans au scrutin binominal majoritaire à deux tours, l'accès au second tour nécessitant 12,5 % des inscrits au 1er tour. En outre la totalité des conseillers départementaux est renouvelée. Ce nouveau mode de scrutin nécessite un redécoupage des cantons dont le nombre est divisé par deux avec arrondi à l'unité impaire supérieure si ce nombre n'est pas entier impair, assorti de conditions de seuils minimaux. Dans les Landes, le nombre de cantons passe ainsi de 30 à 15.
Le canton de Dax-2 est formé de communes des anciens cantons de Dax-Sud (9 communes). Le canton est entièrement inclus dans l'arrondissement de Dax. Le bureau centralisateur est situé à Dax.

## Représentation
| Période élective | Période élective | Mandat | Mandat   | Identité        | Nuance | Nuance | Qualité |
| ---------------- | ---------------- | ------ | -------- | --------------- | ------ | ------ | --- |
| 2015             | 2021             | 2015   | 2021     | Gabriel Bellocq |        | PS     | Psychologue de l'éducation nationale Maire de Dax (2008 → 2016) Conseiller général de Dax-Sud (2001 → 2015)   |
| 2015             | 2021             | 2015   | 2021     | Gloria Dorval   |        | DVG    | Professeure des écoles Première adjointe au maire de Heugas                                                   |
| 2021             | 2028             | 2021   | en cours | Martine Dedieu  |        | DVD    | Cheffe d'entreprise Première maire-adjointe de Dax Vice-présidente de la CA Grand Dax Agglomération (2020 → ) |
| 2021             | 2028             | 2021   | en cours | Julien Dubois   |        | HOR    | Maire de Dax (2020 → ) Président de la CA Grand Dax Agglomération (2020 → )                                   |

### Résultats détaillés

#### Élections de mars 2015
À l'issue du 1er tour des élections départementales de 2015, deux binômes sont en ballottage : Gabriel Bellocq et Gloria Dorval (PS, 40,37 %) et Martine Dedieu et Julien Dubois (Union de la Droite, 34,4 %). Le taux de participation est de 54,37 % (11 606 votants sur 21 348 inscrits) contre 57,2 % au niveau départemental et 50,17 % au niveau national.
Au second tour, Gabriel Bellocq et Gloria Dorval (PS) sont élus avec 50,8 % des suffrages exprimés et un taux de participation de 54,34 % (5 510 voix pour 11 600 votants et 21 348 inscrits).

#### Élections de juin 2021
Le premier tour des élections départementales de 2021 est marqué par un très faible taux de participation (33,26 % au niveau national). Dans le canton de Dax-2, ce taux de participation est de 39,66 % (8 539 votants sur 21 530 inscrits) contre 40,28 % au niveau départemental. À l'issue de ce premier tour, deux binômes sont en ballottage : Martine Dedieu et Julien Dubois (DVD, 46,71 %) et Gloria Dorval et Yves Loumé (Union à gauche, 35,35 %).
Le second tour des élections est marqué une nouvelle fois par une abstention massive équivalente au premier tour. Les taux de participation sont de 34,36 % au niveau national, 40,68 % dans le département et 41,37 % dans le canton de Dax-2. Martine Dedieu et Julien Dubois (DVD) sont élus avec 55,99 % des suffrages exprimés (4 728 voix pour 8 908 votants et 21 535 inscrits),,.

## Composition
| Nom                         | Code Insee | Intercommunalité           | Superficie (km2) | Population (dernière pop. légale)                | Densité (hab./km2) | Modifier                                    |
| --------------------------- | ---------- | -------------------------- | ---------------- | ------------------------------------------------ | ------------------ | ------------------------------------------- |
| Dax (bureau centralisateur) | 40088      | CA Grand Dax Agglomération | 19,70            | Fraction : 19 856 (2022) Commune : 21 716 (2022) | 1 102              | modifier les données · modifier les données |
| Bénesse-lès-Dax             | 40035      | CA Grand Dax Agglomération | 5,89             | 582 (2022)                                       | 99                 | modifier les données · modifier les données |
| Candresse                   | 40063      | CA Grand Dax Agglomération | 8,54             | 869 (2022)                                       | 102                | modifier les données · modifier les données |
| Heugas                      | 40125      | CA Grand Dax Agglomération | 18,79            | 1 395 (2022)                                     | 74                 | modifier les données · modifier les données |
| Narrosse                    | 40202      | CA Grand Dax Agglomération | 10,53            | 3 331 (2022)                                     | 316                | modifier les données · modifier les données |
| Oeyreluy                    | 40207      | CA Grand Dax Agglomération | 5,72             | 1 498 (2022)                                     | 262                | modifier les données · modifier les données |
| Saint-Pandelon              | 40277      | CA Grand Dax Agglomération | 9,18             | 728 (2022)                                       | 79                 | modifier les données · modifier les données |
| Saugnac-et-Cambran          | 40294      | CA Grand Dax Agglomération | 13,28            | 1 568 (2022)                                     | 118                | modifier les données · modifier les données |
| Seyresse                    | 40300      | CA Grand Dax Agglomération | 2,23             | 1 022 (2022)                                     | 458                | modifier les données · modifier les données |
| Yzosse                      | 40334      | CA Grand Dax Agglomération | 5,32             | 384 (2022)                                       | 72                 | modifier les données · modifier les données |
| Canton de Dax-2             | 4006       |                            |                  | 31 233 (2022)                                    |                    | modifier les données                        |

Le canton de Dax-2 comprend :
1. neuf communes entières,
2. la partie de la commune de Dax située au sud de l'Adour.

## Démographie
En 2022, le canton comptait 31 233 habitants, en évolution de +4,32 % par rapport à 2016 (Landes : +5,78 %, France hors Mayotte : +2,11 %).
| 2013   | 2018   | 2022   |
| ------ | ------ | ------ |
| 29 900 | 29 919 | 31 233 |